# 出雲大神宮

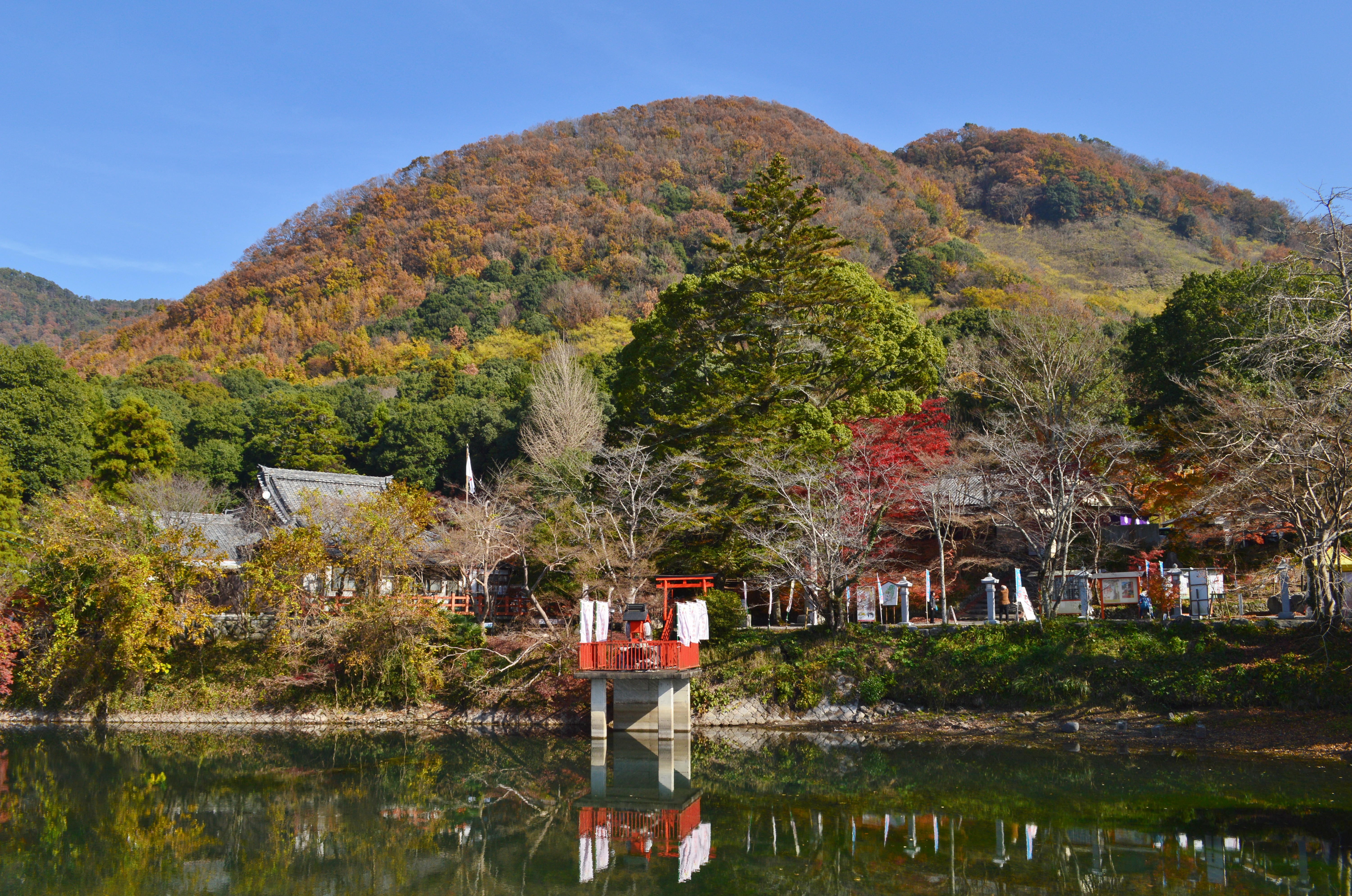
神体とする御蔭山手前は宮池。

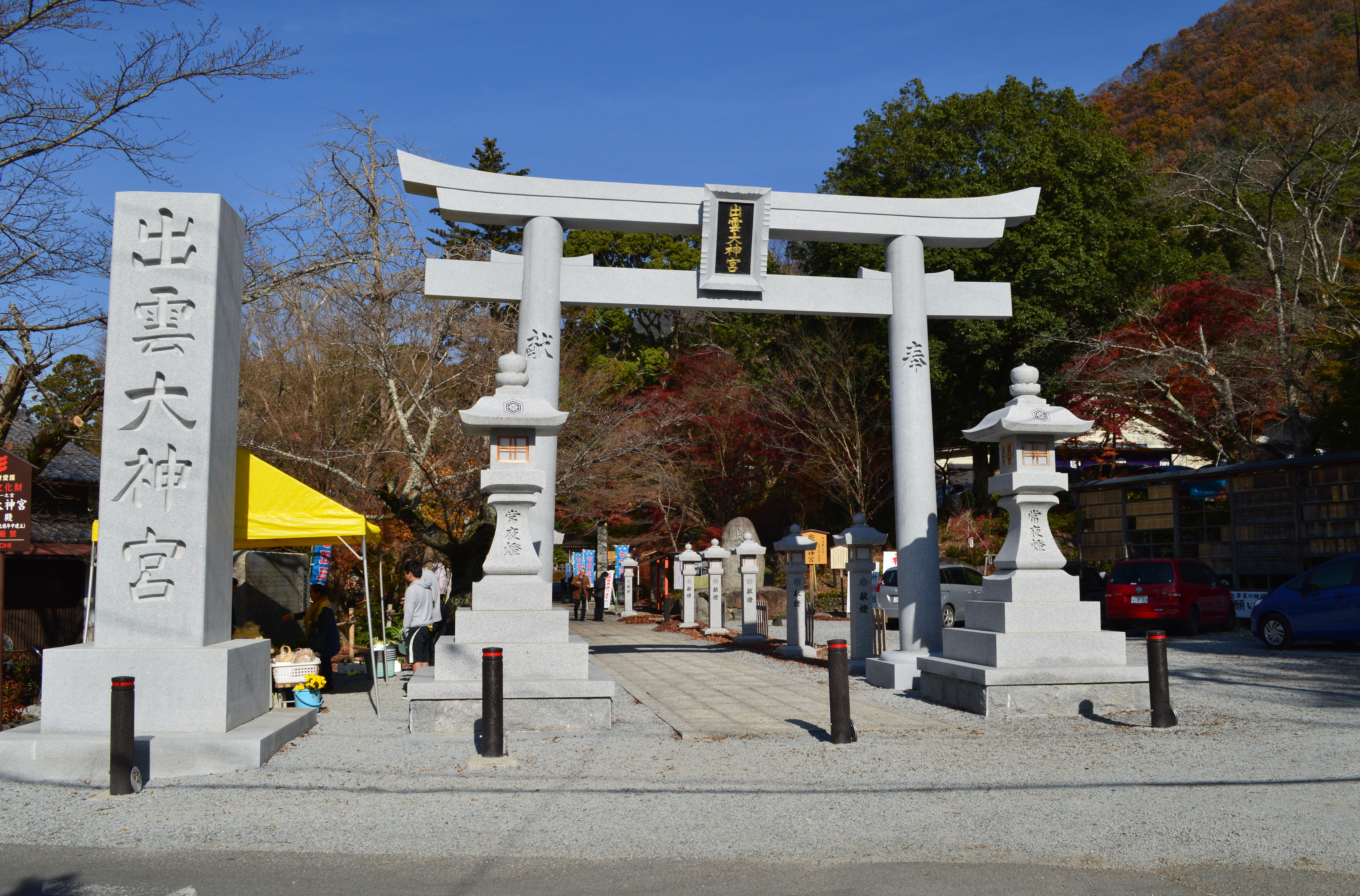
大鳥居

出雲大神宮（いずもだいじんぐう）は、京都府亀岡市にある神社。式内社（名神大社）、丹波国一宮。旧社格は国幣中社で、現在は神社本庁に属さない単立神社。
旧称は「出雲神社」。別称として「元出雲」や「千年宮」とも。

## 概要
亀岡盆地東部に立つ御蔭山（みかげやま。御陰山、御影山、千年山とも）の山麓に鎮座。古くは御蔭山を神体山として祀る信仰があったとされ、社殿は和銅2年（709年）に創建されたと伝える。
「元出雲」の別称は、出雲大社が出雲大神宮からの分霊とする社伝（後述）に由来する。いわゆる出雲大社は明治時代に至るまで「杵築大社」を称していたため、江戸時代末までは「出雲の神」と言えば出雲大神宮を指していたとされる。
現在の本殿は重要文化財に指定されている。

## 祭神
主祭神
- 大国主神（おおくにぬしのかみ）
出雲大神宮では、別名を「三穂津彦大神」や「御蔭大神」とする。
- 三穂津姫尊（みほつひめのみこと）
高産霊尊の子で、大国主の国譲りの際に大国主の妻となったと伝える。

配祀神
- 天津彦根命
- 天夷鳥命

祭神に関しては、天津彦根命・天夷鳥命・三穂津姫命の3柱とする説や、元々は三穂津姫尊1柱のみであるという説もある。

## 出雲大社との関係
出雲大神宮は「出雲」を社名としているが、島根県の出雲大社や同じ亀岡市内にある出雲大社京都分院（亀岡市下矢田町）とは別法人の神社である。
祭神の大国主神については、一般には出雲国の出雲大社（杵築大社）から勧請したとされている。社伝では逆に、出雲大社の方が出雲大神宮より勧請を受けたとし、「元出雲」の通称がある。社伝では、『丹波国風土記』逸文として「元明天皇和銅年中、大国主神御一柱のみを島根の杵築の地に遷す」の記述がある。
出雲大社との関係も2009年（平成21年）の社殿創建1300年を境に一層の交流が始まっている。参道に立つ「国幣中社 出雲神社」の社名標は出雲大社の元宮司・千家尊福の筆によるものである。また2014年（平成26年）に造られた正面の石碑「丹波國一之宮 出雲大神宮」の揮毫は出雲大社現宮司・千家尊祐の筆である。

## 歴史

### 創建
創建の年代は不詳。前述のように社伝では、『丹波国風土記』逸文として「元明天皇和銅年中、大国主神御一柱のみを島根の杵築の地に遷す」の記述があるという。
社伝では、和銅2年（709年）10月21日に社殿が建てられたとする。『古事記』・『日本書紀』には国譲りの神事が記載されるが、丹波国は出雲・大和の両勢力の接点にあり、国譲りの所由によって祀られたとされる。『日本書紀』に記された出雲大神宮である説がある。
境内には横穴式石室を持つ後期古墳があるほか、西南には口丹波最大の前方後円墳である千歳車塚古墳があり、古くから御蔭山を神体として祀る氏族がいたと推測されている。

### 概史
国史の初見は『日本紀略』の弘仁8年（818年）12月16日条「丹波国桑田郡出雲社、名神に預る」という記述であり、この時代にはすでに有力な神社になっていたことがわかる。
平安時代中期の『延喜式神名帳』では「丹波国桑田郡 出雲神社」と記載され、名神大社に列している。正応5年（1292年）には、雨乞いの功を示したことから神階が最高位の正一位まで昇った。
鎌倉時代の兼好法師『徒然草』第236段「丹波に出雲と云ふ所あり」（後述参照）の「出雲」はこの神社であり、それによればこの時期には志田氏によって立派な社殿が建てられ、京都の都人の崇敬を集めていたことがうかがえる。
貞和元年（1345年）、足利尊氏により現在の社殿が造営されたとされる。
明治4年（1871年）5月14日に近代社格制度において国幣中社に列した。また、神宮寺を現在の極楽寺に借地移転した。極楽寺所蔵で重要文化財に指定されている十一面観世音菩薩像は、神宮寺時代に安置していたものとされる。
戦後、現在の「出雲大神宮」に改称した。

### 神階
- 六国史時代における神階奉叙の記録
  - 弘仁9年（818年）12月16日、名神に預かる （『日本紀略』） - 表記は「出雲社」。
  - 承和12年（845年）7月16日、無位から従五位下 （『続日本後紀』） - 表記は「出雲神」。
  - 貞観14年（872年）11月29日、従四位上 （『日本三代実録』） - 表記は「出雲神」。
  - 元慶4年（880年）6月21日、正四位下 （『日本三代実録』） - 表記は「出雲神」。
- 六国史以後
  - 延喜10年（910年）8月23日、正四位上 （『日本紀略』）
  - 正応5年（1292年）12月2日、正一位 （『西園寺実兼日記』）[7]

## 境内

### 山麓

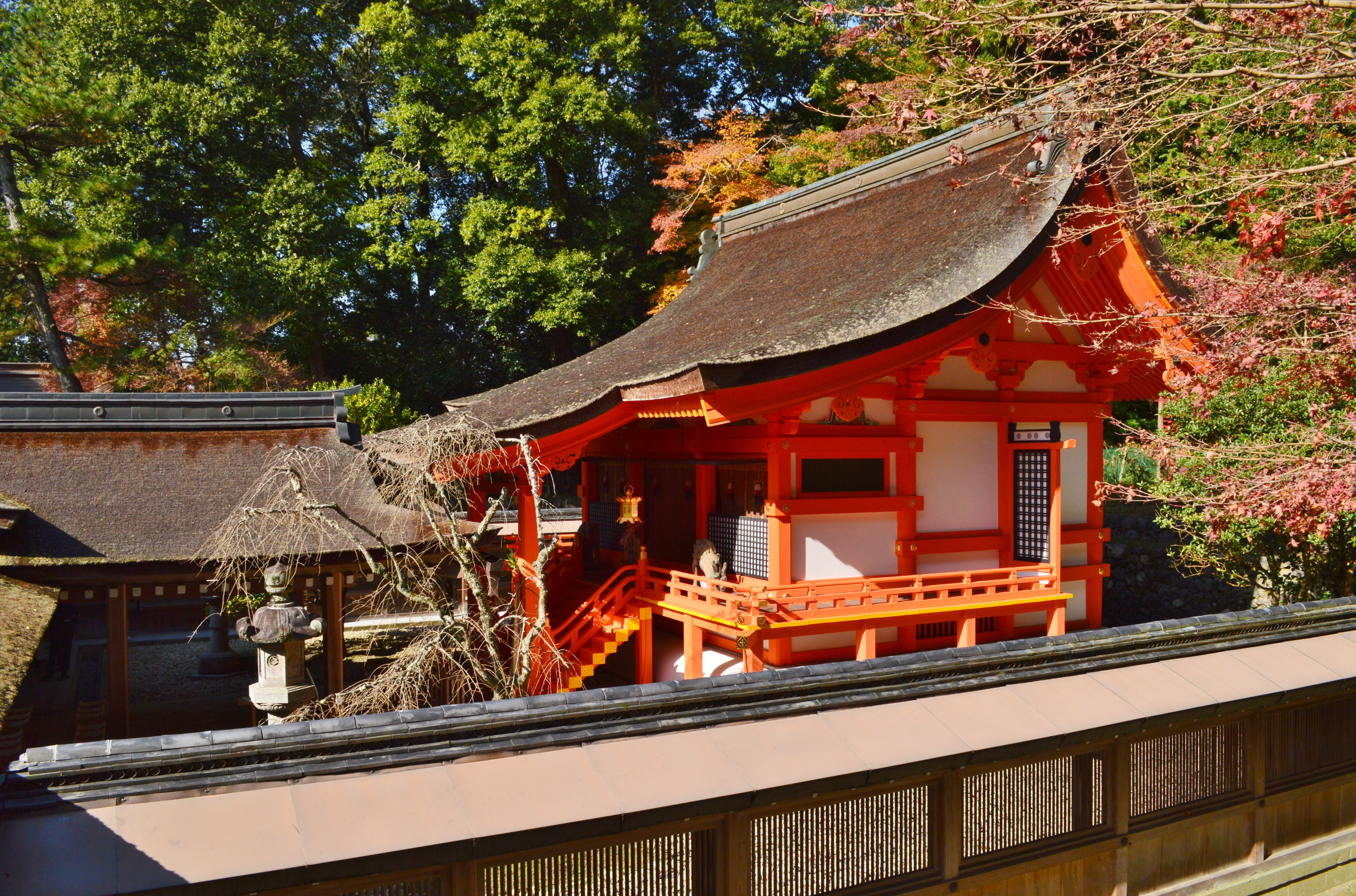
本殿（国の重要文化財）

本殿は室町時代前期、足利尊氏による元徳年間または貞和元年（1345年）の改修と伝える。三間社流造で、前室を有し、屋根は檜皮葺である。装飾は蟇股・手挟程度にとどめたうえ、太い木割を使用した豪壮な社殿になる。国の重要文化財に指定されている。
拝殿は入母屋造妻入、檜皮葺で舞殿形式。1878年（明治11年）造営。
境内には「真名井の水」と呼ばれる湧き水がある。マグマの接触変成岩層から湧き出している。古来より御神水と崇められてきたという。

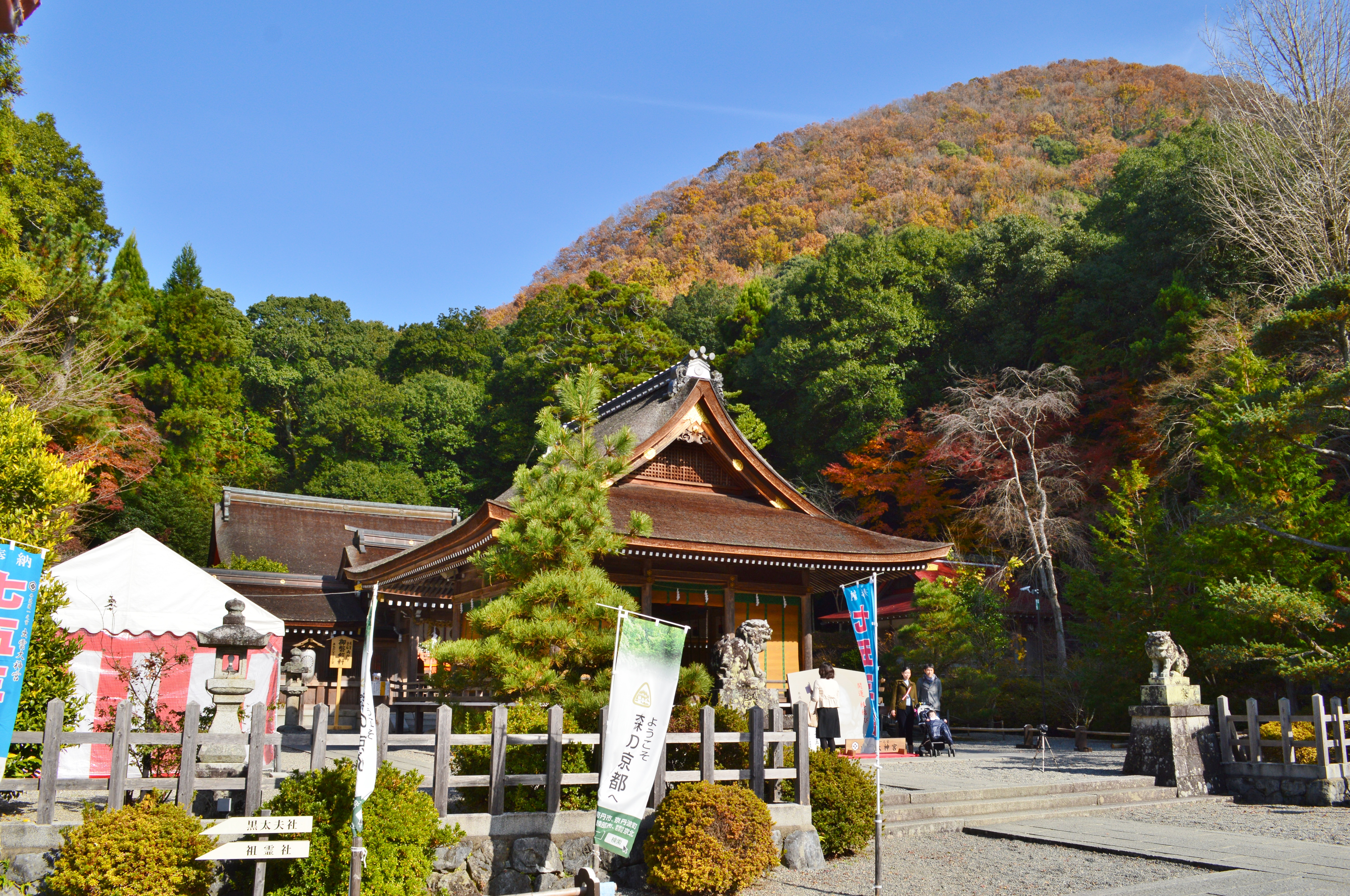
境内 背景に御蔭山。
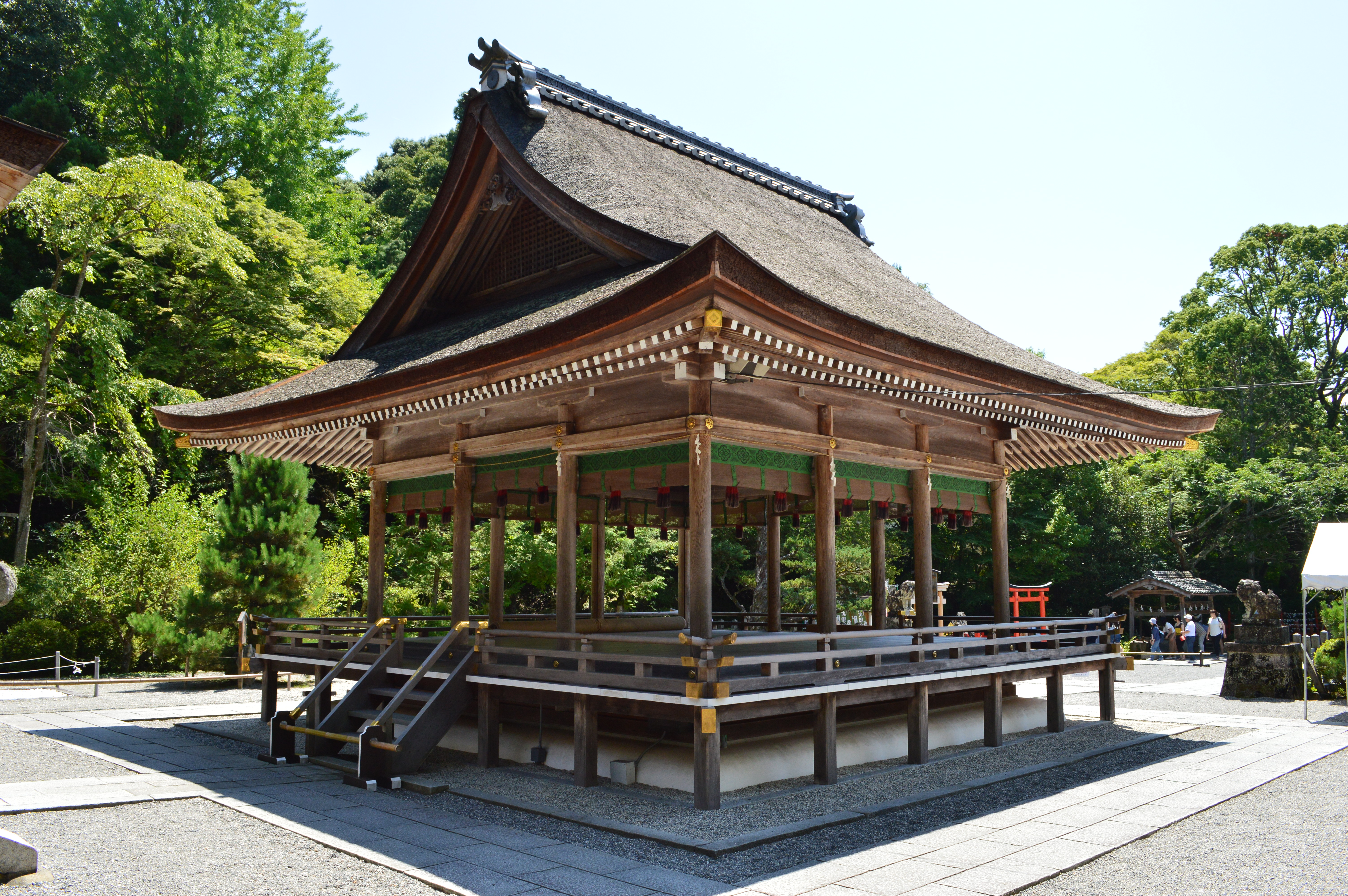
拝殿
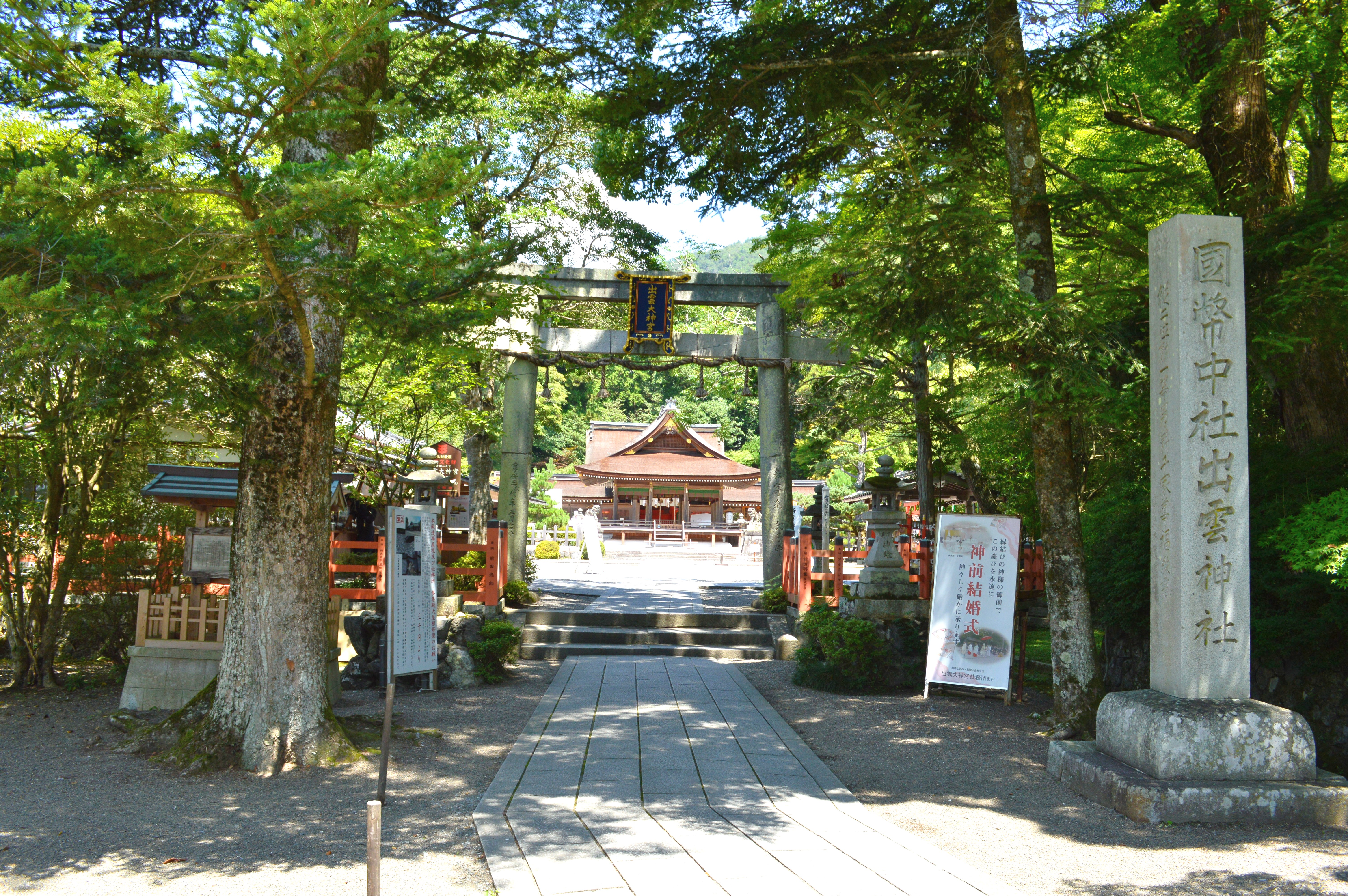
境内鳥居

### 山中
古来より御蔭山は国常立尊の鎮座する地として禁足地とされた。現在も立ち入り可能なのは、国常立尊を祀る磐座までの参道のみである。
- 古墳 - 横穴式石室を持つ、5世紀から6世紀前の後期古墳。
- 御蔭の滝 - 祭神：龍神乃神。

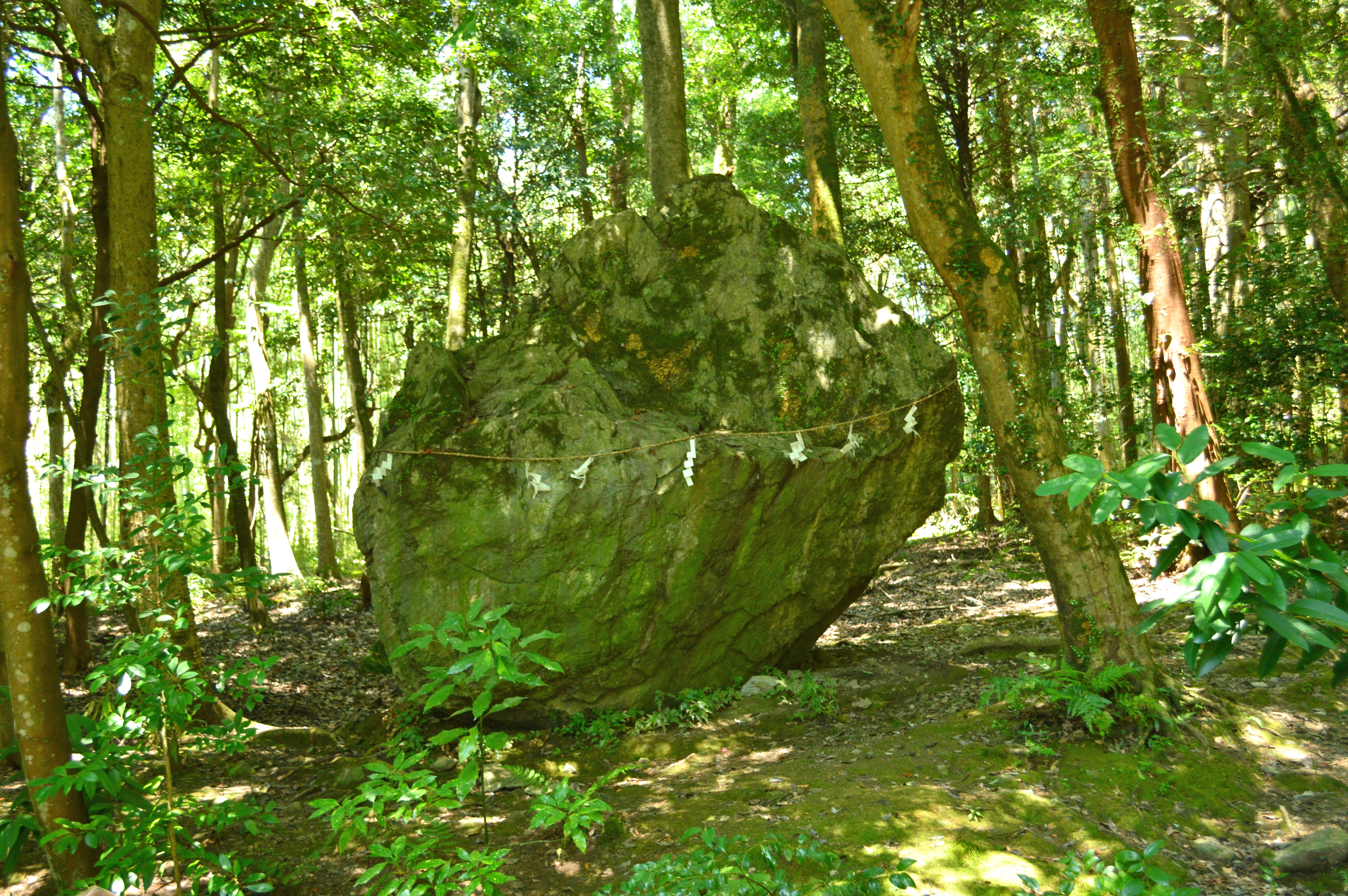
磐座 本殿後方に鎮座（御蔭山中腹の磐座とは別）。
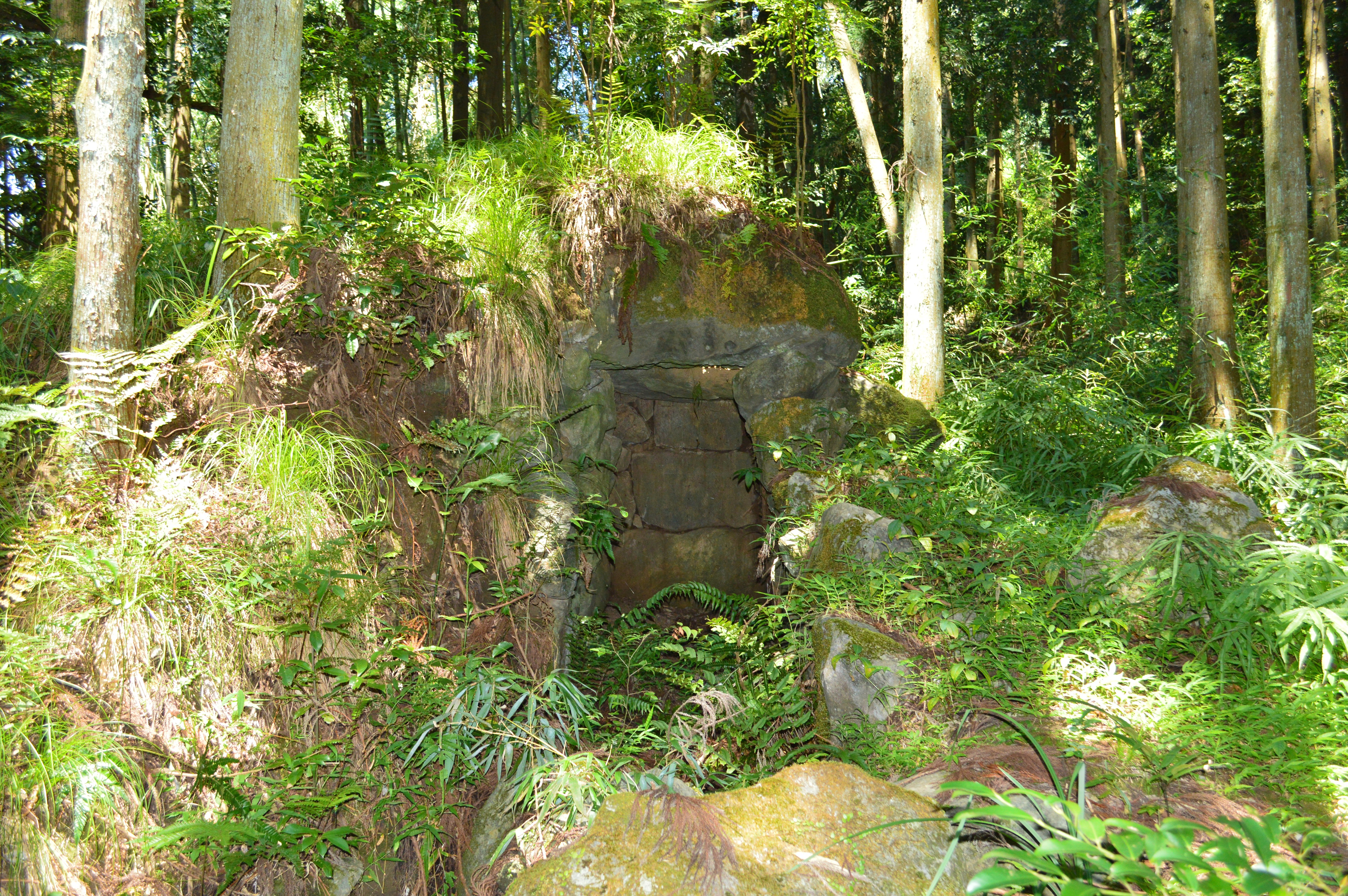
古墳

## 摂末社
かつては36社の摂末社を有していたと伝わる。現在は下記の8社が残る。

### 摂社

上ノ社

黒太夫社（下ノ社）

- 上ノ社
  - 祭神：素戔嗚尊、奇稲田姫命

祭神は大国主神の祖先にあたる。社殿は文化10年（1813年）の造営とされる。大型の一間社流造で、一間社としては珍しく前室を有する[8]。
- 黒太夫社（下ノ社）
  - 祭神：大山祇神、猿田毘古神

西鳥居を出た突き当たりに鎮座。黒太夫社は当地の氏子・祖先神を祀ると伝える。そのため、本殿の参拝前に黒太夫社に参拝するのが正しい順番とする。

### 末社

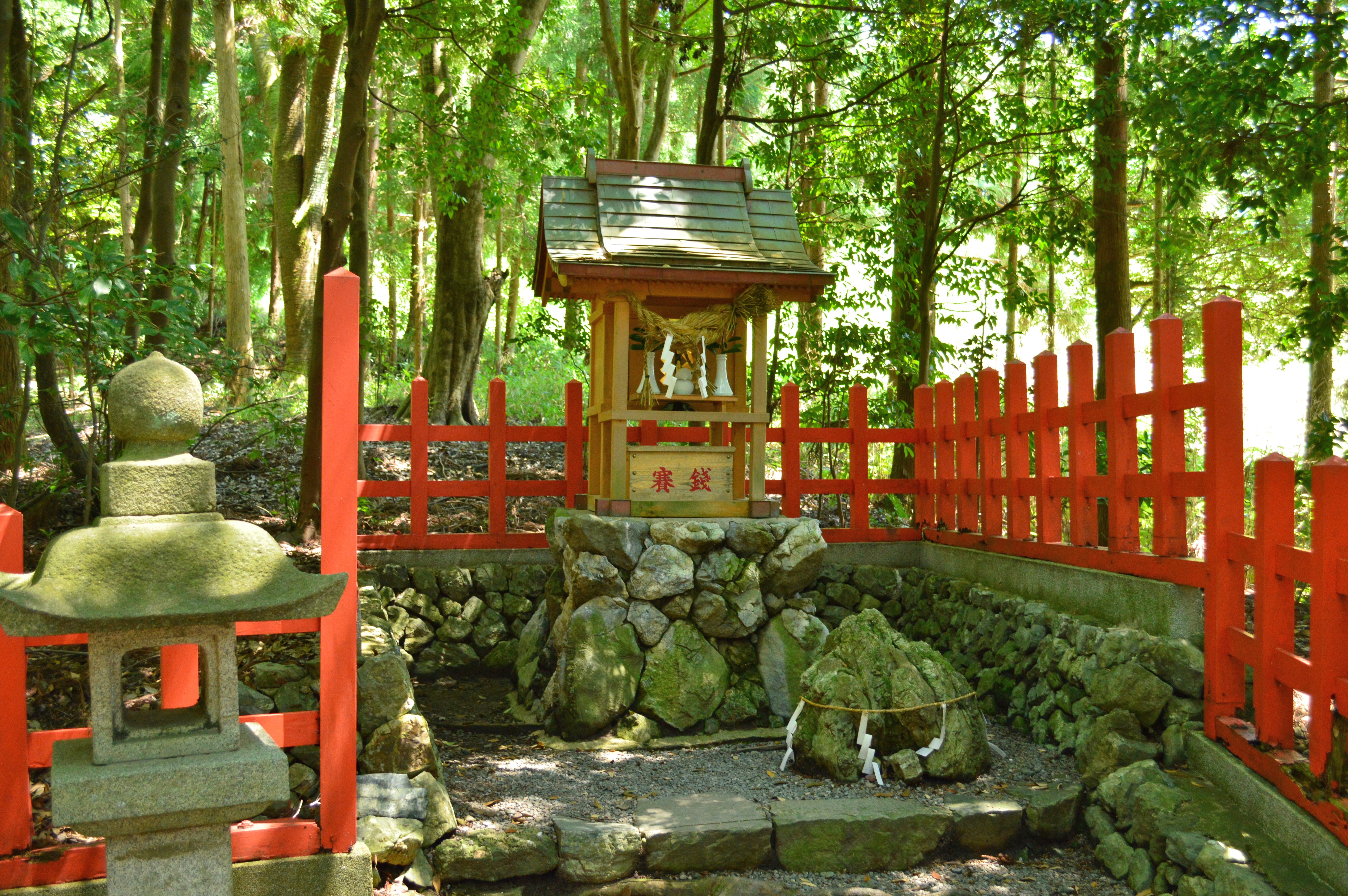
笑殿社
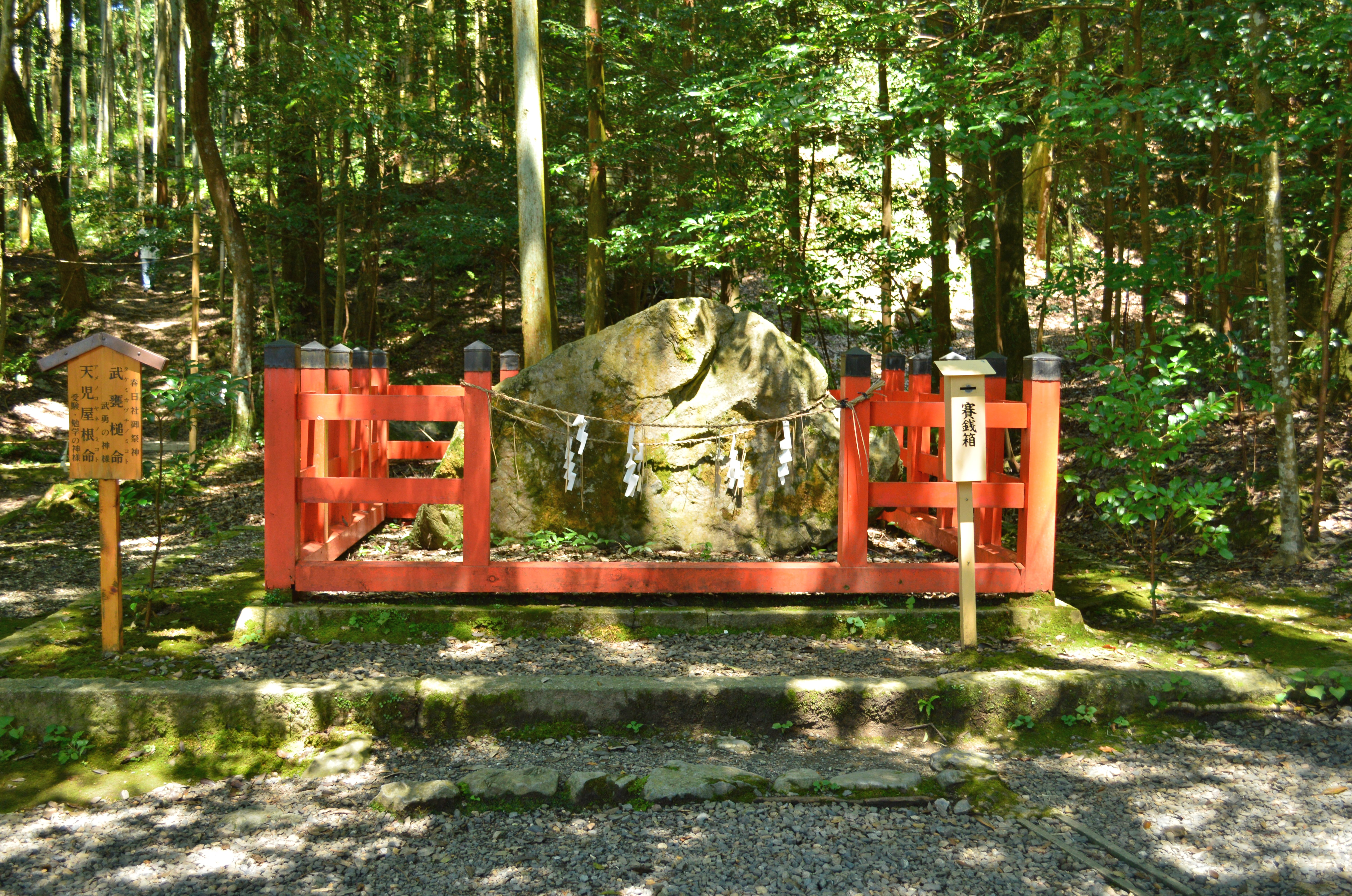
春日社（磐座）
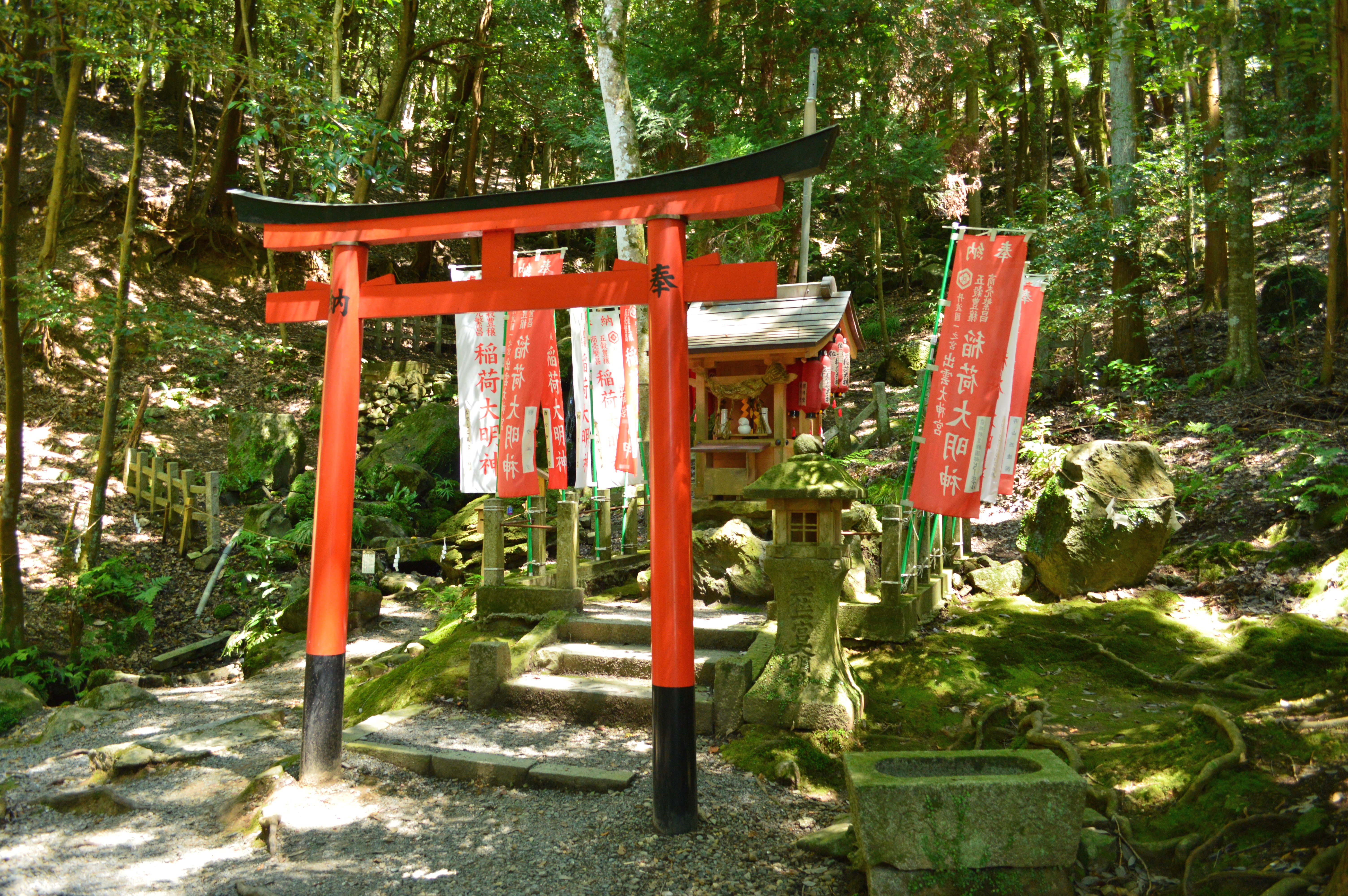
稲荷社
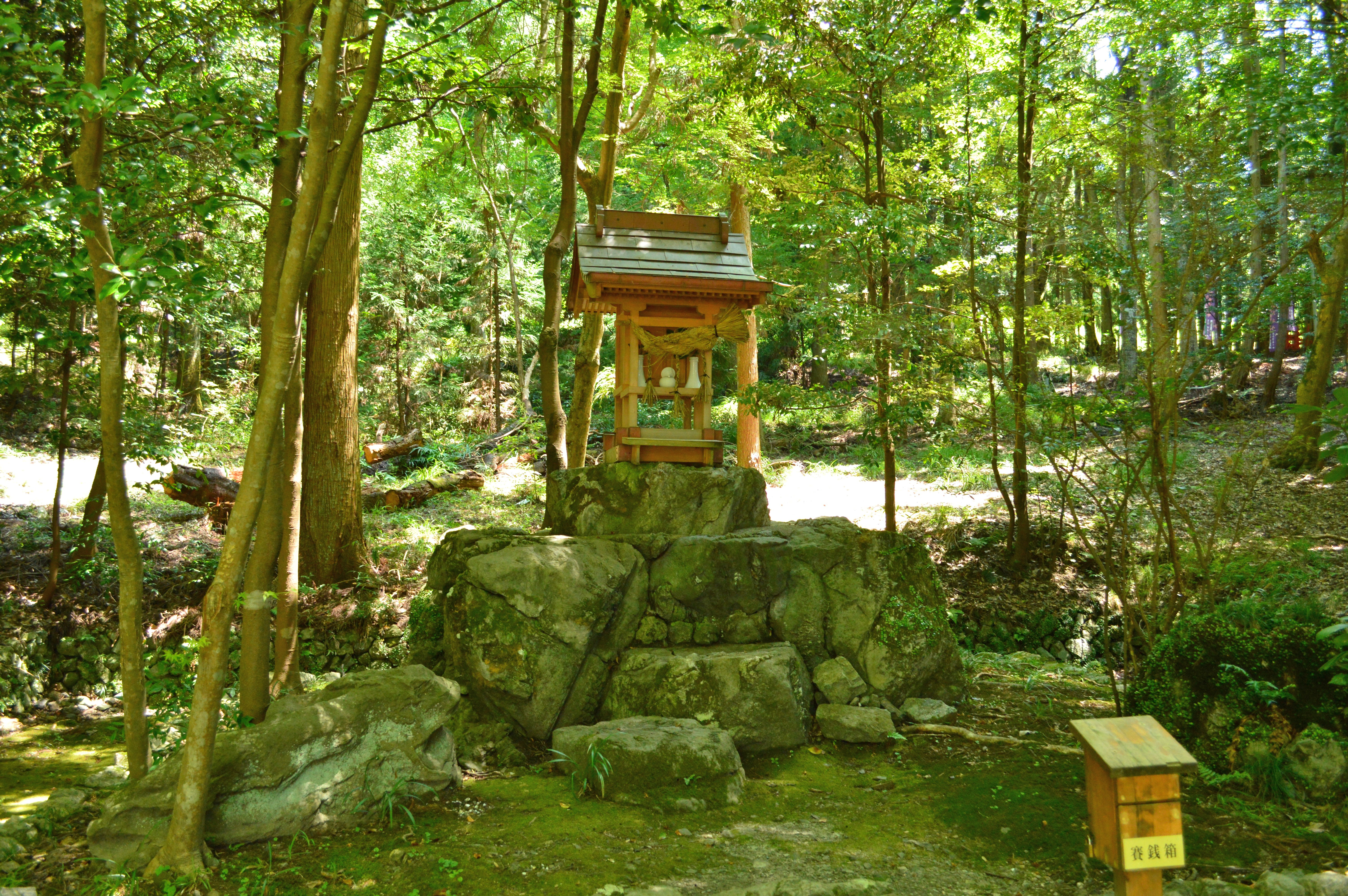
崇神天皇社
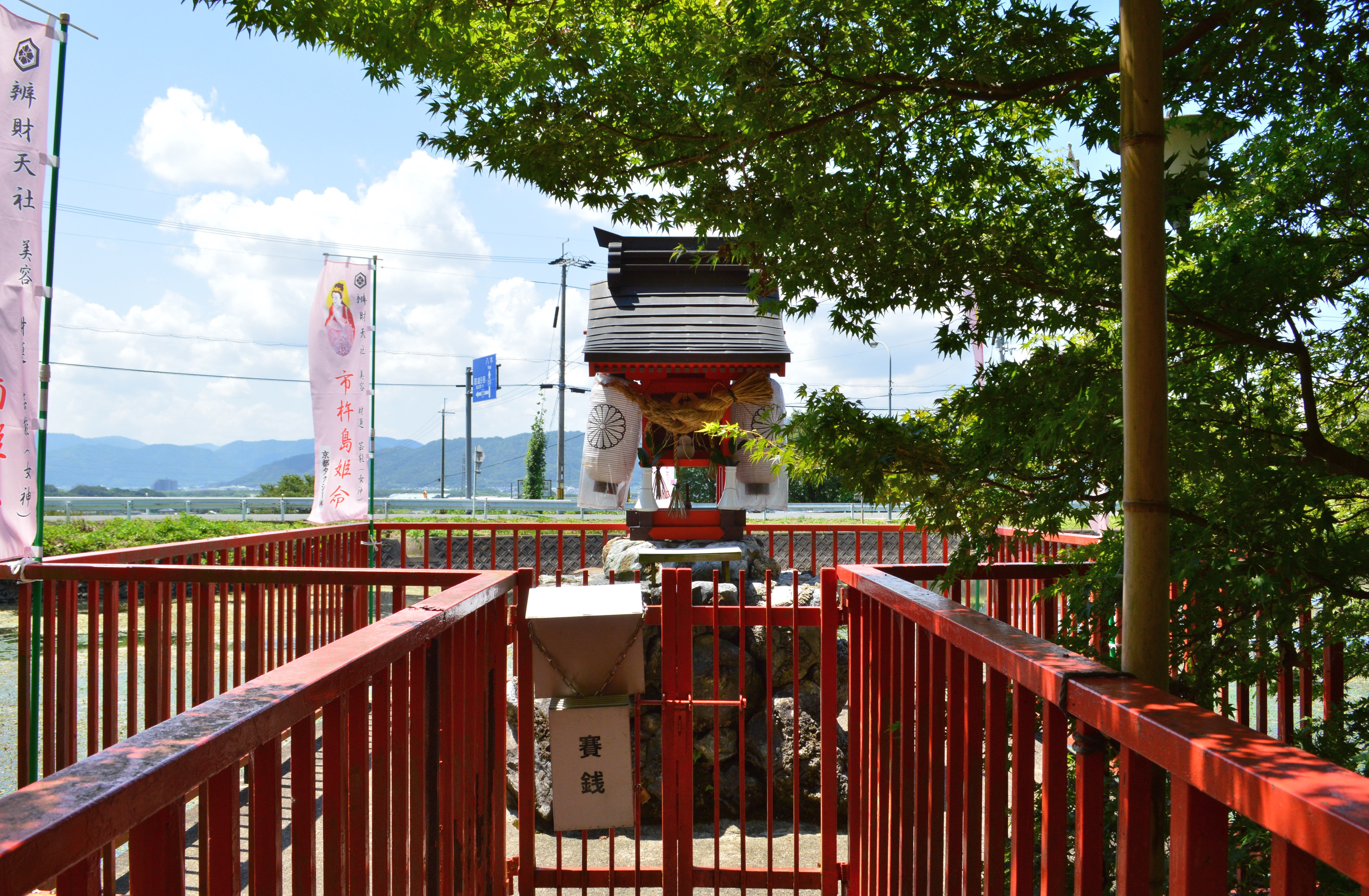
弁財天社
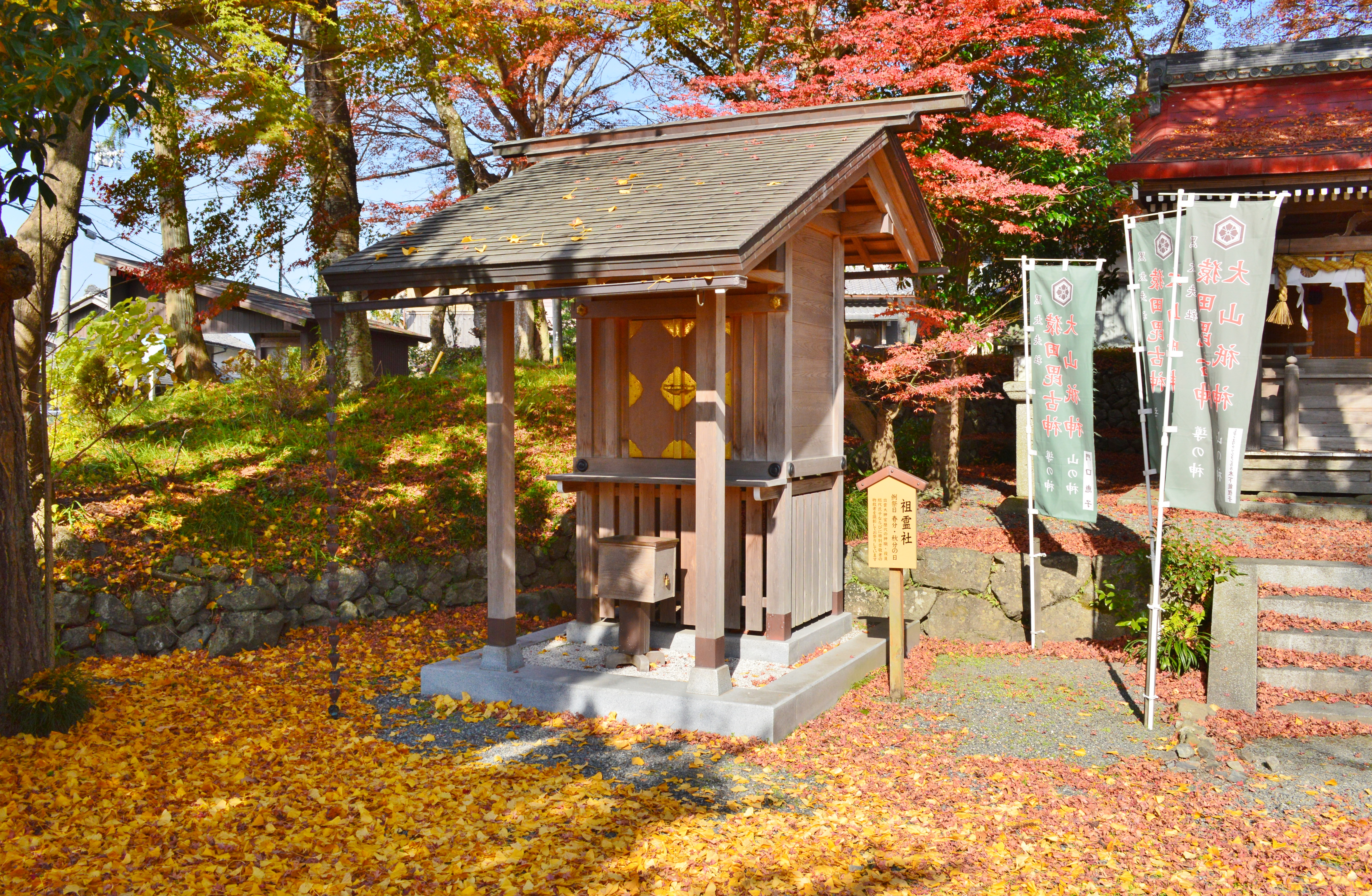
祖霊社
  - 祭神：事代主命、少毘古名神

事代主命は大国主神の御子神。少毘古名神は、大国主神とともに国づくりに関わったとされる神。
- 春日社
  - 祭神：武甕槌命、天児屋根命

磐座が祀られている。祭神は藤原氏氏神で、春日社の領家職が一族の一条家や西園寺家であったことに由来する。
- 稲荷社
  - 祭神：宇迦之御魂神
- 崇神天皇社
  - 祭神：御真木入日子印恵命（崇神天皇）

祭神は、崇神天皇により再興されたという社伝に由来する。
- 弁財天社
  - 祭神：市杵島姫命

宮池に鎮座。
- 祖霊社
  - 祭神：歴代神職など出雲大神宮縁者

黒太夫社境内に鎮座。

- 笑殿社
- 春日社（磐座）
- 稲荷社
- 崇神天皇社
- 弁財天社
- 祖霊社

## 主な祭事

### 鎮花祭
4月18日に行われる大祭。出雲風流花踊（京都府登録無形民俗文化財）が奉納される。本来は雨乞いの踊りだったとされる。
一時断絶していたが1924年（大正13年）に再開された。

## 文化財

### 重要文化財（国指定）
- 本殿（建造物）
室町時代前期。1906年（明治39年）4月14日指定[9]。
- 木造男神坐像 2躯（附 木造男神坐像 1躯）（彫刻）
平安時代（附は鎌倉時代）の作。本殿内陣の三間に神体として祀られている男神像3躯。主神像は大国主命像と伝え、カヤ材を使用し、9世紀末から10世紀初め頃の作風を示す。1996年（平成8年）6月27日指定[11]。

### 京都府登録文化財
- 無形民俗文化財
  - 出雲風流花踊 - 1984年（昭和59年）4月14日登録。

### 亀岡市指定文化財
- 有形文化財
  - 出雲神社牓示図並びに関係文書（絵画）
鎌倉時代の作。神体山の御影山とその周辺を描いた古絵図。鑑賞画としてではなく、出雲大神宮の社域を示す目的で描かれたといわれる。絵図には現在のような大規模な社殿はなく、御影山の山麓に鳥居と質素な建物3棟があるのみで、社殿造営以前の風景を描いたものと見られている[8]。1970年（昭和45年）3月31日指定[12]。

### その他
- 京都の自然200選 「出雲大神宮」
- 亀岡の自然100選 「出雲大神宮」

## 登場作品
- 『徒然草』 第236段「丹波に出雲と云ふ処あり」
聖海上人が参拝した際、獅子・狛犬が後ろ向きに立っていた。これは他に例を見ないことできっと由緒のあることに違いないと思っていると、実は子供のいたずらだったという話。教科書で教えられることも多い文である。
なお、現在の獅子・狛犬は、当時とは異なるものである。

## 現地情報
所在地
- 京都府亀岡市千歳町千歳出雲

交通アクセス
- バス
  - 亀岡駅または千代川駅（JR西日本嵯峨野線）から、亀岡市ふるさとバスで「出雲神社前」バス停下車 （下車後徒歩すぐ）
- 車
  - 京都縦貫自動車道 亀岡ICから、約20分

### 関連文献
（記事執筆に使用していない関連文献）
- 『京都府史蹟勝地調査會報告 第六冊』京都府、1925年。
  - 「出雲神社境内發見ノ古瓦」、「出雲村ノ古墳」（リンクは国立国会図書館デジタルコレクション）。